# Homebase
Homebase è il quarto album discografico in studio del duo hip hop DJ Jazzy Jeff & the Fresh Prince, pubblicato nel 1991.

## Tracce
1. I'm All That – 3:44
2. Summertime – 4:30
3. Things That U Do – 4:56
4. This Boy Is Smooth – 4:58
5. Ring My Bell – 4:44
6. A Dog Is A Dog – 4:29
7. Caught In The Middle (Love & Life) – 4:19
8. Trapped On The Dance Floor – 3:52
9. Who Stole The D.J. – 4:09
10. You Saw My Blinker – 4:14
11. Dumb Dancin' – 4:55
12. Summertime (Reprise) – 2:05

## Formazione
- DJ Jazzy Jeff
- Will Smith